# Estadio Metalurg (Krivói Rog)
El estadio Metalurh es un estadio de fútbol en la ciudad de Kryvyi Rih, Ucrania. Fue inaugurado el 11 de abril de 1970 y tiene una capacidad para 29 734 espectadores sentados, siendo el estadio en el que disputa sus partidos el FC Kryvbas Kryvyi Rih. 